# Mehdy Metella
Mehdy Metella (Caienna, 17 luglio 1992) è un nuotatore francese.

## Biografia
Vince il 100 m stile libero ai giochi olimpici della gioventù 2010, con l'argento della staffetta 4 x 100 mista ed il bronzo di quella 4 x 100 m stile libero.
Vince il bronzo dei 100 farfalla due anni dopo agli Europei in vasca corta. Nel 2014, vince l'oro con la staffetta 4 x 100 stile libero con la Francia.
Ha rappresentato la Francia ai Giochi olimpici estivi di Rio de Janeiro 2016, vincendo la medaglia d'argento nella staffetta 4x100 metri stile libero.
Ai Campionati Mondiali di Budapest del 2017 conclude con il bronzo nei 100 stile libero.

## Palmarès
- Giochi olimpici:

Rio de Janeiro 2016: argento nella 4x100m sl.
- Mondiali

Kazan 2015: oro nella  4x100m sl e bronzo nella 4x100m misti.
Budapest 2017: bronzo nei 100 sl.
Gwangju 2019: bronzo nella 4x100m sl mista.
- Mondiali in vasca corta

Doha 2014: oro nella 4x100m sl, argento nella 4x50m misti e bronzo nella 4x100m misti.
Windsor 2016: argento nella 4x100m sl.
- Europei

Debrecen 2012: oro nella 4x100m sl.
Berlino 2014: oro nella 4x100m sl e argento nella 4x100m misti.
Londra 2016: argento nella 4x100m misti e bronzo nei 100m farfalla.
Glasgow 2018: oro nella 4x100m sl mista, argento nei 100m farfalla e bronzo nei 100m sl.
- Europei in vasca corta

Chartres 2012: oro nella 4x50m sl e nella 4x50m sl mista e bronzo nei 100m farfalla.
- Giochi olimpici giovanili

Singapore 2010: oro nei 100m sl, argento nella 4x100m misti e bronzo nella 4x100m sl mista.
- Europei giovanili

Helsinki 2010: oro nella 4x100m sl e nella 4x200m sl, argento nei 100m sl, nei 100m farfalla e nella 4x100m misti e bronzo nei 50m farfalla.
- Gymnasiade

Doha 2009: argento nei 50m farfalla e bronzo nella 4x100m sl.

## Primati personali
I suoi primati personali in vasca da 50 metri sono:
- 100 m stile libero: 47"65 (2017)
- 100 m delfino: 50"85 (2019)

I suoi primati personali in vasca da 25 metri sono:
- 100 m stile libero: 46"51 (2016)
- 200 m stile libero: 1'44"36 (2015)
- 100 m delfino: 49"45 (2018)